# Amguema
Amguema (ros. Амгуэма lub Амгуема) – rzeka w azjatyckiej części Rosji, w Czukockim Okręgu Autonomicznym; długość 498 km; powierzchnia dorzecza 28 100 km²; średni roczny przepływ przy ujściu 295 m³/s.
Źródła w Górach Czukockich, płynie w kierunku północno-wschodnim; burzliwy bieg; liczne progi; uchodzi deltą do Morza Czukockiego. W dorzeczu wydobycie złota oraz rud ołowiu i wolframu.
Zasilanie śniegowo-deszczowe; zamarza od października do maja.